# Clarence Day

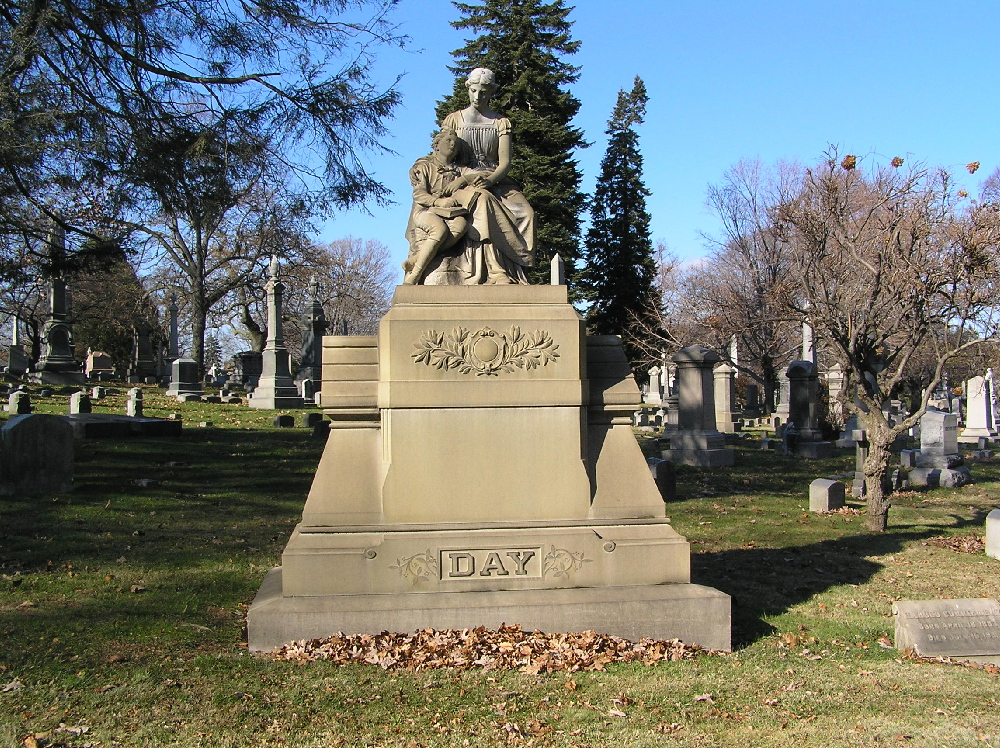
Tumba de Clarence Day en el cementerio Woodlawn, Bronx, Nueva York.

Clarence Shepard Day, Jr. (Nueva York, 18 de noviembre de 1874 - Nueva York, 28 de diciembre de 1935) fue un escritor estadounidense, autor de Life with Father, libro autobiográfico en el que se basó una exitosa obra teatral de Broadway  y la película Vivir con papá (Recursos de mujer, en España), dirigida por Michael Curtiz y nominada a cuatro premios Óscar.

## Biografía
Nacido en Nueva York, se graduó en la Universidad Yale en 1896. Al año siguiente, ingresó en la Bolsa de Nueva York y se asoció a la agencia de corredores de bolsa de su padre en Wall Street. En 1898 se alistó en la Marina de Estados Unidos, pero enfermó de artritis y pasó el resto de su vida en estado de semi invalidez.
Su más célebre trabajo fue Life with Father (1935), libro autobiográfico en el que narra episodios humorísticos de su vida familiar, centrado en la figura dominante de su padre y que transcurre en Nueva York en la década de los noventa del siglo XIX. Escenas de este libro, así como del anterior God and my Father (1932) y de su secuela de 1937, Life with Mother, publicado póstumamente, fueron la base en 1939 de la obra teatral de Howard Lindsay y Russell Crouse. Esta obra fue uno de los mayores y más prolongados éxitos no musicales del circuito de Broadway, llegando a mantenerse en cartelera hasta 1947.
En ese mismo año, William Powell e Irene Dunne protagonizaron a los padres de Day en Vivir con papá (conocida en España como Recursos de mujer), dirigida por Michael Curtiz y que también contó con la participación de Elizabeth Taylor y Martin Milner. En 1948 la película recibió cuatro nominaciones al premio Óscar en las categorías de fotografía, dirección de arte, banda sonora y mejor actor (por William Powell). Ganó el Globo de Oro a mejor guion y el premio del Círculo de Críticos de Cine de Nueva York en la categoría mejor actor para William Powell. Life with Father también se convirtió en una popular serie de televisión, de 1953 a 1955.
Fue un activo defensor del sufragio femenino y durante la segunda década del siglo XX contribuyó con tiras satíricas en publicaciones prosufragio. De acuerdo a James Moske, archivista de la Biblioteca Pública de Nueva York que ordenó y catalogó los papeles de Day pertenecientes a la biblioteca, un estudio de sus primeros cuentos cortos y columnas de revistas reveló que «estaba fascinado por el cambio de roles de los hombres y de las mujeres en la sociedad americana, a medida que las concepciones victorianas del matrimonio, de la familia y del orden doméstico se debilitaban en las primeras décadas del siglo XX».
Durante largo tiempo colaboró con la revista The New Yorker donde a veces utilizaba el seudónimo B. H. Arkwright. Brendan Gill reprodujo un dibujo de Day, publicado originalmente en esa revista, en su libro de memorias Here at The New Yorker. De acuerdo a Gill, el editor Harold Ross en principio rechazó la publicación del dibujo, pues mostraba una mujer desnuda con un seno expuesto. Day dejó el seno, pero sustituyó el pezón por una línea torcida. Ross publicó el dibujo.
Una de sus frases más recordadas es la que manifestó con motivo de la fundación de la editora Yale University Press por parte de su hermano George Parmly Day:

El mundo de los libros es la más destacable creación del ser humano. Nada más que él construya, perdurará por más tiempo. Los monumentos se desmoronan, las naciones perecen, las civilizaciones se desarrollan y desaparecen; y, luego de una era de oscuridad, nuevos pueblos construyen otras. Pero en el mundo de los libros existen volúmenes que han sido testigos de estos hechos una y otra vez, y permanecen hasta hoy, aún jóvenes, aún tan frescos como el día en el que fueron escritos, aún hablándoles a los corazones de los hombres sobre los corazones de hombres muertos hace siglos.

Falleció en Nueva York, poco tiempo después de haber finalizado Life with Father, sin llegar a conocer el éxito de su obra ni en Broadway ni en Hollywood.
Su tío Benjamin Henry Day Jr. fue el inventor del proceso de impresión por puntos, conocido como proceso Benday. Su abuelo Benjamin Day fue el fundador del diario neoyorquino The Sun en 1833.

## Obras
- The Story of the Yale University Press (1920)
- This Simian World (1920)
- The Crow's Nest (1921)
- Thoughts Without Words (1928)
- God and my Father (1932)
- In the Green Mountain Country (1934)
- Scenes from the Mesozoic and Other Drawings (1935)
- Life with Father (1935)
- After All (1936, póstumo)
- Life with Mother (1937, póstumo)
- The World of Books (1938, póstumo)
- Father and I (1940, póstumo)